# Willy Gebhardt
Willy Gebhardt (* 20. Juni 1901 in Niedersynderstedt; † 12. Mai 1973 in Erfurt), auch Willi Gebhardt, war ein deutscher Parteifunktionär der KPD, Buchenwald-Häftling, Thüringer Innenminister und Ratsvorsitzender des Bezirks Erfurt.

## Leben
Gebhardt war der Sohn eines Schlossers und Kraftfahrers. Nach der Volksschule besuchte er eine gewerbliche Fortbildungsschule. Danach trat er eine Lehre zum Schlosser an und arbeitete auch in diesem Beruf. Als Heranwachsender wurde er Mitglied in der Sozialistischen Arbeiterjugend (SAJ). Kurz nach der Novemberrevolution trat er der Sozialdemokratischen Partei Deutschlands (SPD) bei, wechselte aber vier Jahre später zur Kommunistischen Partei Deutschlands (KPD) über. In Jena wurde er bei dem linksgerichteten Blatt „Neue Zeitung“ Volkskorrespondent. Im Jahre 1930 wurde er Lokalredakteur dieser Zeitung. Aber schon im März wurde er vom Reichsgericht Leipzig wegen „Vorbereitung zum Hochverrat“ zu einem Jahr Festungshaft verurteilt, die er in Gollnow verbrachte. Nach einer weiteren Verhaftung und seiner nachfolgenden Entlassung betätigte er sich als Parteiinstrukteur. Besonders engagierte er sich im Proletarischen Freidenker-Verband von Thüringen. Nach dessen Verbot durch die Baum-Frick-Regierung (erste Landesregierung mit einer Beteiligung der NSDAP) wurde er Organisationssekretär der Suhler KPD. Für die KPD wurde er 1932 in den Thüringer Landtag gewählt. Erneut verhaftet, wurde er 1933 in das „frühe“ KZ Bad Sulza verbracht und erst im darauffolgenden Jahr wieder entlassen. Seither musste er unter strenger Polizeiaufsicht leben, arbeitete als Bauarbeiter und Hilfsmonteur, beteiligte sich aber trotzdem weiter an illegaler Parteiarbeit. Nach dem gescheiterten Attentat vom 20. Juli 1944 wurde er ins KZ Buchenwald verschleppt.
Nach der Befreiung vom Nationalsozialismus organisierte er den Neuaufbau der KPD in Jena. In dieser Zeit war er als Betriebsratsvorsitzender des Elektrizitätswerks tätig. Seit 1946 war er Sekretär der KPD- und nach der Zwangsvereinigung von SPD und KPD auch der SED-Kreisleitung Jena-Land, zugleich für Stadtroda. Hier wurde er später auch Landrat. Im Jahre 1947 wurde er zum Innenminister des Landes Thüringen bestimmt (Nachfolger von Werner Eggerath) und war nach der Auflösung der Länder 1952 zehn Jahre lang Vorsitzender des Rates des Bezirks Erfurt (Nachfolger: Richard Gothe). Während dieser Zeit absolvierte er ein Fernstudium an der SED-Parteihochschule „Karl Marx“. Gebhardt war auch Abgeordneter des Bezirkstages und von 1961 bis 1972 Bezirksvorsitzender der Gesellschaft für Deutsch-Sowjetische Freundschaft (DSF).
In seiner Zeit als Thüringer Innenminister schaltete Gebhardt sich helfend ein in die Verwirklichung des Projektes zur Errichtung einer „Nationalen Mahn- und Gedenkstätte“ beim ehemaligen KZ Buchenwald. Er war auch verantwortlich für die Umsetzung der „Aktion Ungeziefer“ in Thüringen. Seine handschriftliche Notiz an Otto Funke über die Anzahl der dabei aus den Grenzgebieten in das Innere der DDR zwangsumzusiedelnden Menschen „Otto, diese Zahlen hat mir eben Gen. König durchgegeben. Das wäre das Ergebnis der Kommissionsarbeit zur Beseitigung des Ungeziefers.“ wird vielfach als Ausdruck der menschenverachtenden Sichtweise der DDR-Führung beschrieben.
Zu DDR-Zeiten trugen die 26. Polytechnische Oberschule (POS) in Erfurt-Süd, heutige KGS Am Schwemmbach 10 und das Grenzregiment 4 mit Sitz in Heiligenstadt den Namen „Willy Gebhardt“.

## Auszeichnungen
- Vaterländischer Verdienstorden in Silber (1954) und in Gold (1966)
- Ehrentitel Held der Arbeit (1961)
- Erinnerungsmedaille 20. Jahrestag – demokratische Bodenreform (1965)
- Ehrenspange zum Vaterländischen Verdienstorden in Gold (1971)[5]